# Alliopsis atronitens
Alliopsis atronitens är en tvåvingeart som först beskrevs av Gabriel Strobl 1893.  Alliopsis atronitens ingår i släktet Alliopsis och familjen blomsterflugor. Arten är reproducerande i Sverige. Inga underarter finns listade i Catalogue of Life.